# 1719年ジャコバイト蜂起
1719年ジャコバイト蜂起（英語: Jacobite rising of 1719）、または19年の乱、1719年の反乱、ザ・ナインティーン（英: the Nineteen）はスペイン王国の支持を得たスコットランドにおけるジャコバイトの蜂起である。元はイングランド南西部でジェームズ・フランシス・エドワード・ステュアートのグレートブリテン王復位を目論んだより大規模な蜂起の一部だったが、イングランドの蜂起は不発に終わり、スコットランドでの蜂起のみが勃発した。蜂起はいくらかの小規模な戦闘を経て、6月のグレン・シールの戦いで実質的に終結した。

## 背景

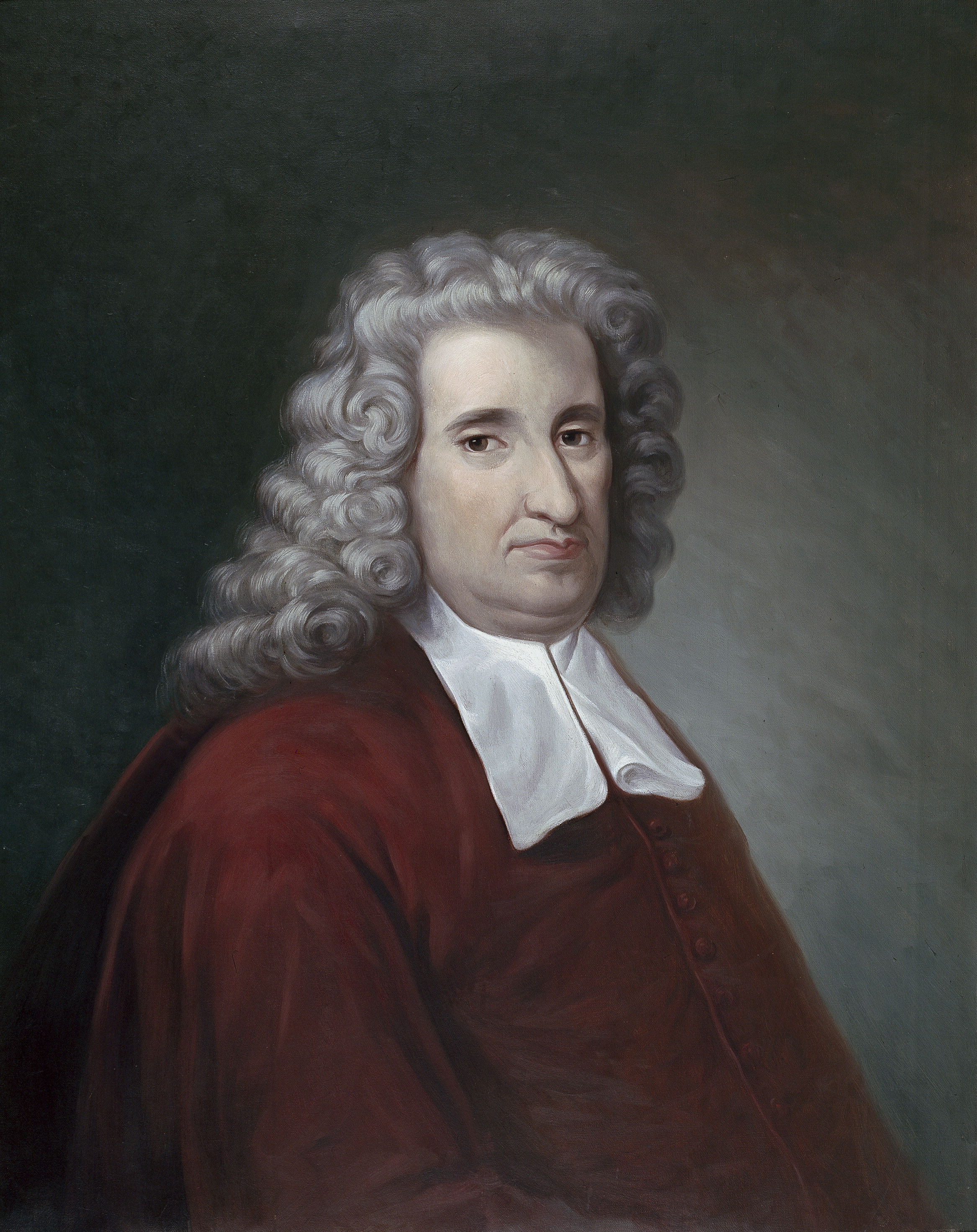
スペインのジュリオ・アルベローニ枢機卿

1713年のユトレヒト条約により、スペインはサルデーニャ島とシチリア島をそれぞれオーストリアとサヴォイアに割譲することを余儀なくされ、その回復はスペインで政務をとったジュリオ・アルベローニ枢機卿の要務であった。オーストリアもサヴォイアも強力な海軍を保有しておらず、イギリス海軍に頼っていた。そのため、スペインのイタリア領地を奪回するにはイギリスが協力を取りやめるか、協力できない状況に追い込まれる必要がある。
対イギリス同盟の伝統的な同盟相手であったフランス王国はこのときは平和を必要としており、1716年の英仏条約で亡命ステュアート家への支持を公式にとりやめた。これにより、1715年ジャコバイト蜂起がイングランドとスコットランドの両方でそれなりの支持を得ていたにもかかわらず、ジョージ1世の王位継承はスムーズに行われた。

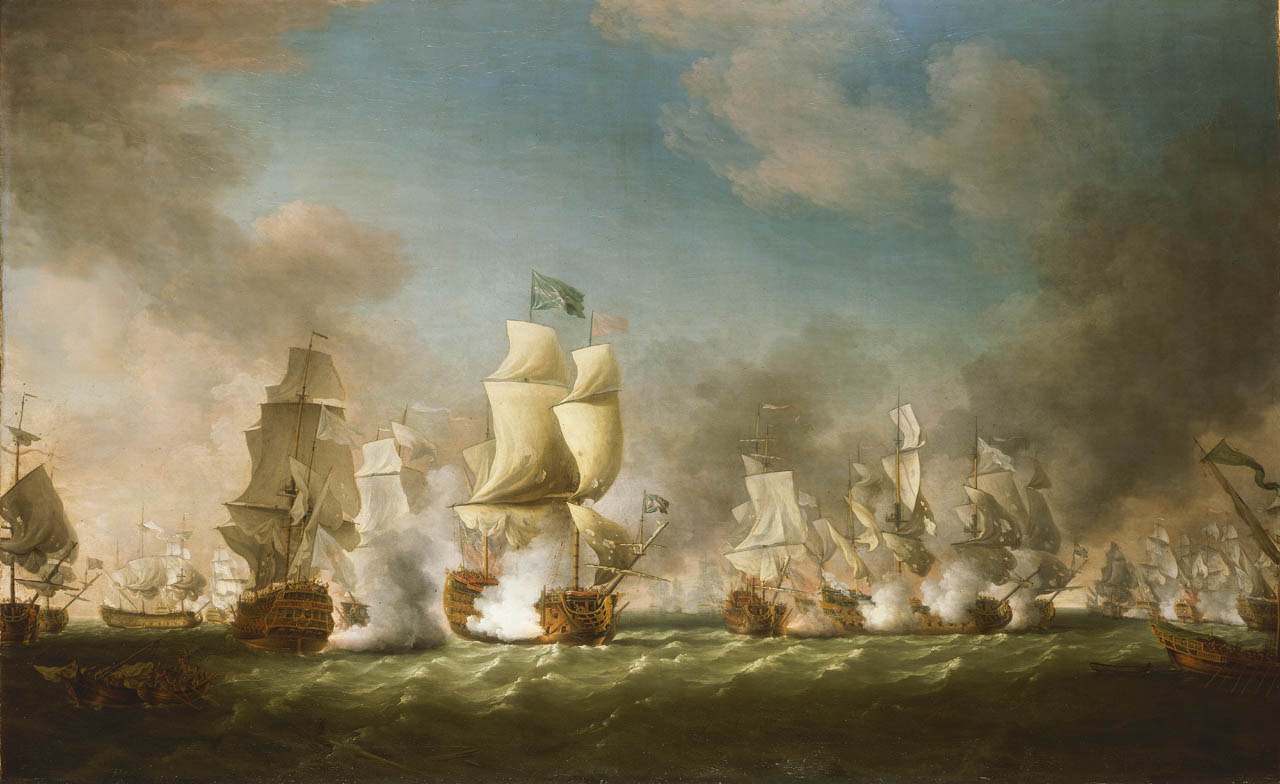
1718年8月のパッサロ岬の海戦においてスペインは地中海で敗北し、1719年の蜂起を支持した。

1717年、アルベローニは軍を派遣してサルデーニャを再占領した。このときは抵抗に遭わなかったが、1718年にシチリア島に上陸すると、イギリス、フランス、オランダ、オーストリアはユトレヒト条約を施行するための四国同盟を結成した。8月11日、イギリス海軍はパッサロ岬の海戦でスペイン艦隊を壊滅させたが、四国同盟戦争は12月まで正式には開戦しなかった。オランダは1719年6月に宣戦布告した。
アルベローニはジャコバイトによる侵攻をイギリスの資源を地中海から引き離す手段としてみた。彼の計画ではオーモンド公爵率いるスペイン軍7千がイングランド南西部に上陸、ロンドンに進軍してジェームズ・フランシス・エドワード・ステュアートを復位させる予定だった。オーモンド公はスウェーデンとロシアの間の大北方戦争を終わらせるために仲介したことでスウェーデン王カール12世と友人になっていた。2人はインヴァネスを占領するための、第10代マーシャル伯爵ジョージ・キース率いるスコットランドの蜂起を計画に加えた。この蜂起により、スウェーデンの遠征軍が出発する時間が与えられる予定だった。

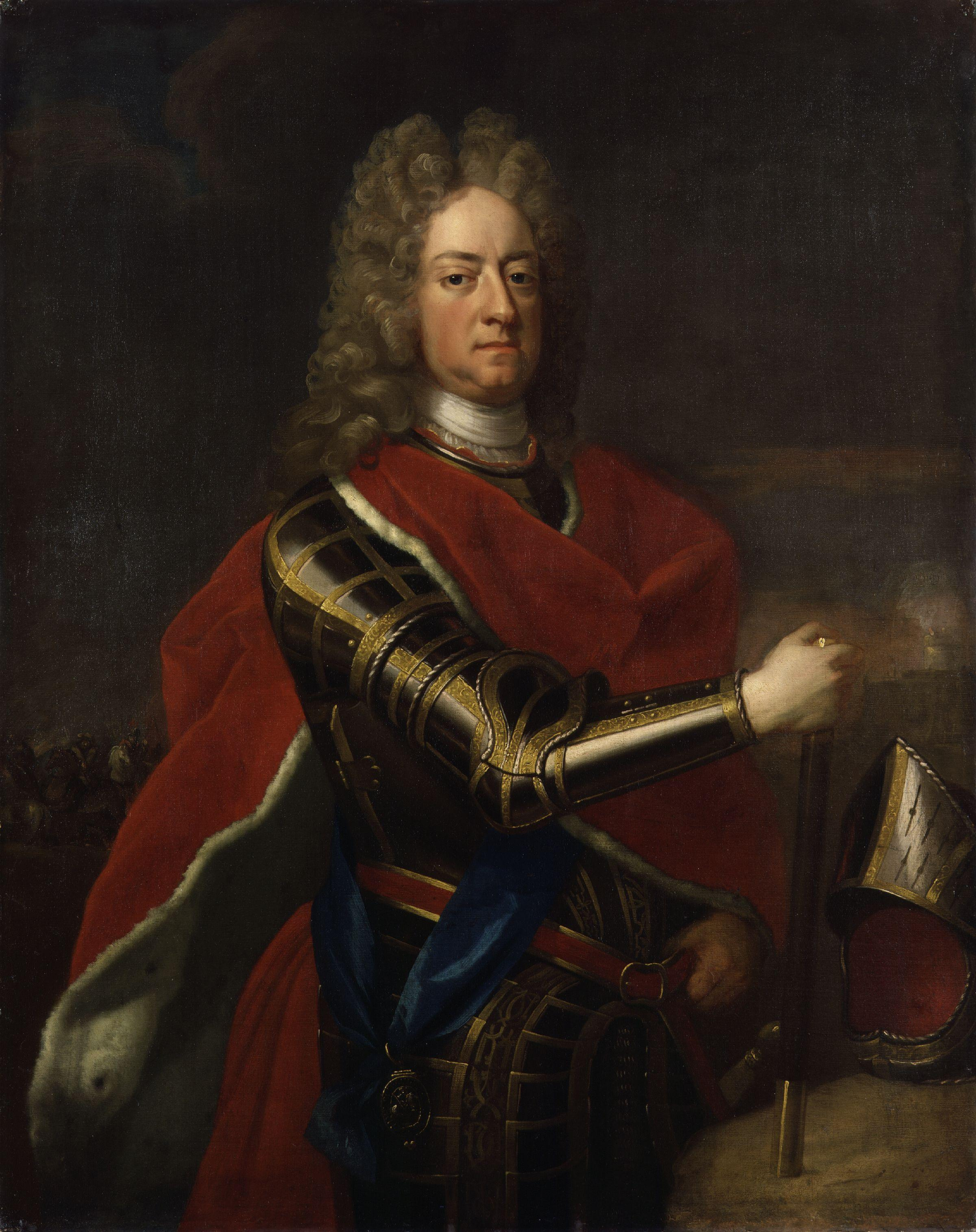
第2代オーモンド公爵ジェームズ・バトラー

オーモンド公がア・コルーニャで待った一方、侵攻艦隊はカディスで集結、ジェームズも合流した。侵攻軍は2月初に出発する予定だったが、遅延が生じたため、イギリスは海軍を配備することができ、フランスからの情報で上陸点に増援を派遣した。オーモンド公はアルベローニに次々と手紙を書いたが、その内容はだんだんと悲観的になり、計画はもう実行不可能であると述べるほどだった。艦隊は3月末にようやく兵士5千を載せてカディスからア・コルーニャへの移動を始めたが、3月29日から2日間、フィニステレ岬で嵐に遭い、侵攻は取り消された。
サイモン・ハーコート＝スミス（Simon Harcourt-Smith）などの歴史家はアルベローニが侵攻についてどれだけ本気であるかを疑問視している。同時期のほかの政治家と違って、アルベローニは水陸からの侵攻作戦の経験があり、パッサロ岬の海戦はイギリス海軍が劣勢で発揮する力を示した。そのため、彼はスペイン艦隊が大軍を上陸させるどころか、イングランドに着く可能性すら低いと考えたはずである。しかし、侵攻の可能性があるというだけでイギリス海軍は警戒せざるをえず、スペイン艦隊にとってもリスクが低い。その結果、アルベローニはオーモンド公の遅延に関する考えを共有せず、まだ侵攻に使える艦隊をア・コルーニャから出発させなかった。

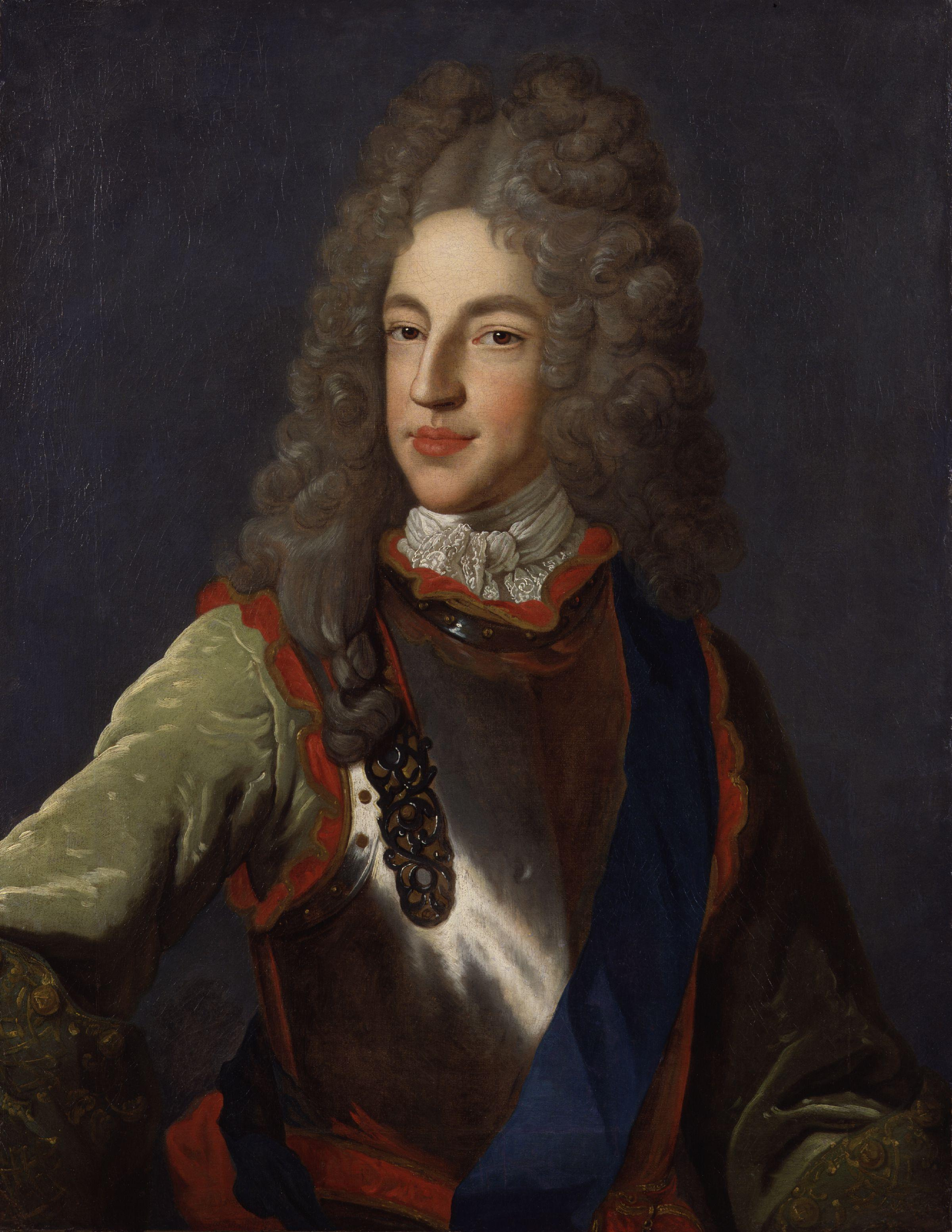
ジェームズ・フランシス・エドワード・ステュアート

カール12世が1718年11月に死去したことで、スウェーデンの参戦は終わり、スコットランドでの上陸の目的もなくなったが、キースとスペイン兵士300人はフリゲート2隻に乗って1719年3月8日にパサヘスを発った。彼はルイス島のストーノーウェイに着き、そこでフランスから帰ってきた亡命者と合流した。この亡命者とはマッケンジー氏族の族長シーフォース卿、タリバーディン伯爵ウィリアム・マレー、ジェームズ・キース、ジョージ・マレー、ジョン・キャメロン・オブ・ロキールなどである。イギリスはフランス摂政のオルレアン公に亡命者の帰国を許可したことを抗議したが、歴史家のブルース・レンマン（Bruce Lenman）はこれはルイ14世がジャコバイト亡命者に与えた莫大な年金を減らすためであると考えた。
タリバーディン伯爵はオーモンド公からの報せを待とうとしたが、ジョージ・キースはインヴァネスの駐留軍に気づかれる前に落とすべきと考えた。キースの主張が通り、ジャコバイト軍は4月13日にマッケンジー領のロック・アルシュで上陸、アイリーン・ドナンで基地を設立したが、そこでオーモンド公の出兵失敗を知った。タリバーディン伯爵はそこで委任状を提示、自身がジャコバイト陸軍の指揮官に任命されたと証明した。彼は撤退を主張したが、キースはフリゲート2隻にスペインに戻るよう命じて撤退を防いだ。なお、歴史家のウィリアム・ディクソンはアイルランドのジャコバイトであるディロン伯爵が1717年に別の侵攻計画のために発した委任状であるとした。
ジャコバイトの軍勢はマッケンジー氏族400人、キャメロン氏族150人、スペイン軍やロバート・ロイ・マグレガー率いる小部隊などで合計1,000人だった。人数より武器の数が上回ったため、余った武器はスペイン兵士40人の守るアイリーン・ドナンに貯められ、残りはインヴァネスへの進軍を準備した。

## アイリーン・ドナン城占領

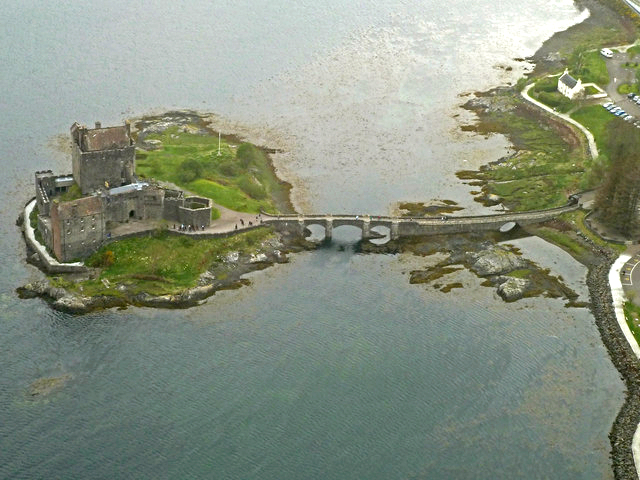
現代のアイリーン・ドナン

ストーノーウェイ上陸の報せが届くと、イギリス海軍からの船5隻は5月初にスコットランド一帯に到着した。キースの命令でスペインのフリゲートが去った後であることを知らなかったため、この船5隻はかなり大きな戦力であり、50門4等艦アシスタンス、ウスター、ダートマス、エンタープライズ、そして24門スループのフランバラで構成された。
アシスタンスとダートマスがスカイ島沖を巡航した間、ウスター、エンタープライズ、フランバラは5月10日の早朝にロック・デュイックの北側、アイリーン・ドナン沖に錨を下ろした。その夜、イギリス軍は激しい砲撃を掩護に上陸して城を占領、捕虜はフランバラに乗せられてエディンバラまで連行された。ウスターの艦長ボイル（Boyle）の記録によると、捕虜は「アイルランドの大尉1人、スペインの軍曹1人、スペイン兵39人、スコットランドの反乱者1人」だったという。
これを知ったジャコバイト本軍は内陸に進軍した。ジャコバイトにはすでに選択肢がほとんど残されておらず、海路からの脱出ができない上にジョセフ・ワイトマン率いる政府軍がインヴァネスから迫ってきていたのであった。アイリーン・ドナンではイギリス軍が城を破壊した後も2週間残り、反乱軍を探しつつ近隣のストロムフェリーとラッセイ島を略奪した。

## グレン・シールの戦い

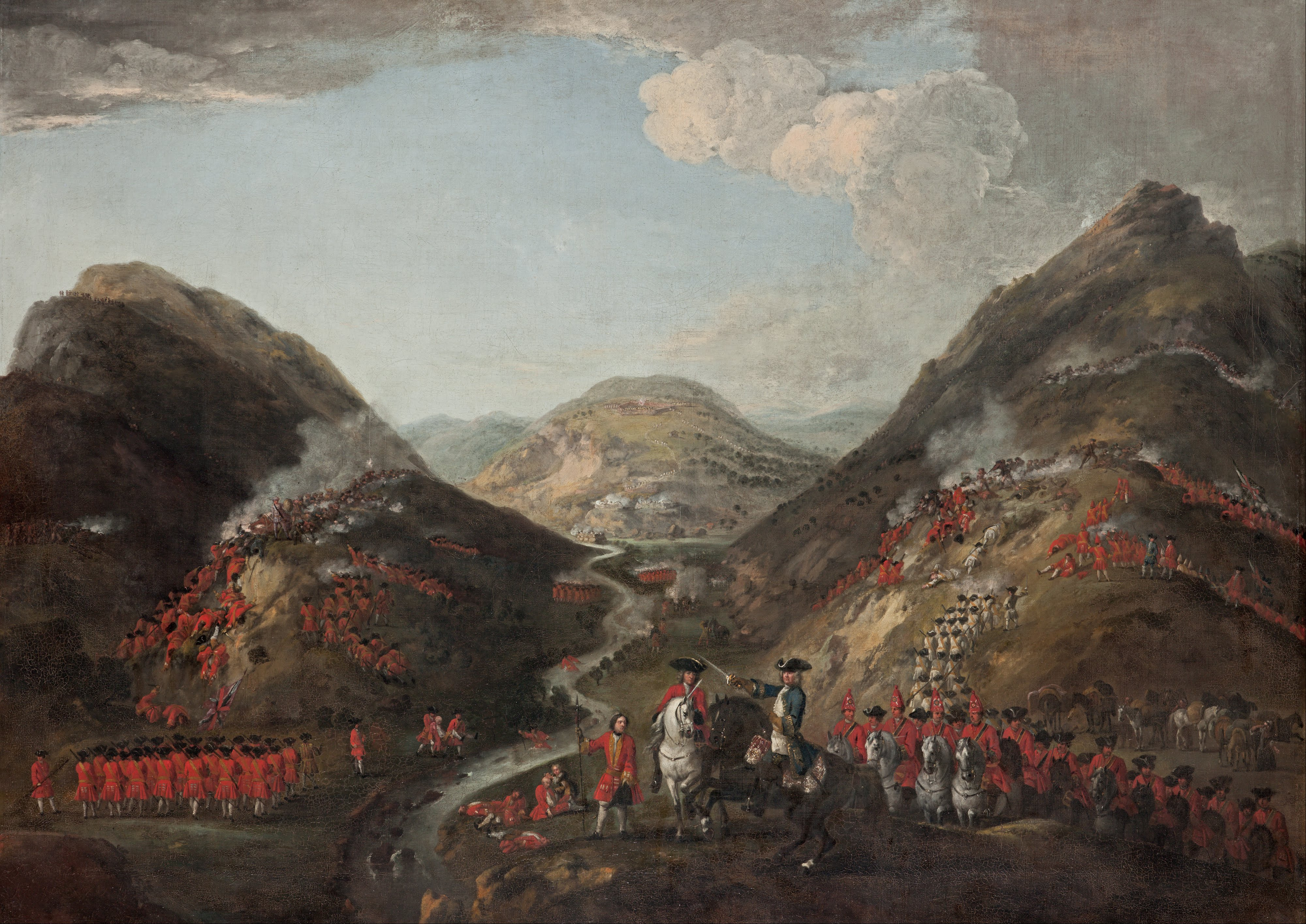
1719年6月10日のグレン・シールの戦い

6月5日、ジョセフ・ワイトマン将軍は約1千人とクーホルン臼砲4門でインヴァネスからグレン・シールへの進軍を開始、9日にはロック・クルアニー、ジャコバイト軍営まで8マイルもないところに着いた。
タリバーディン伯爵は五姉妹山近くに強固な陣地を準備しており、中央部にスペイン兵を置き、両翼は塹壕やバリケードの後ろにハイランダーを配置した。ワイトマンの軍勢は6月10日の午後4時頃に到着、1時間後にジャコバイト軍の両翼への砲撃を開始した。砲撃自体の死傷者は少なかったが、スコットランド人は臼砲による砲撃に遭ったことはなく、ワイトマンの歩兵が山を登ってジャコバイト軍の戦列まで着くことを許してしまった。政府軍の歩兵は擲弾でジャコバイト軍を陣地から追い出した。スペイン軍はなんとか持ちこたえたが、両翼が敗退したため山上への撤退を余儀なくされた。

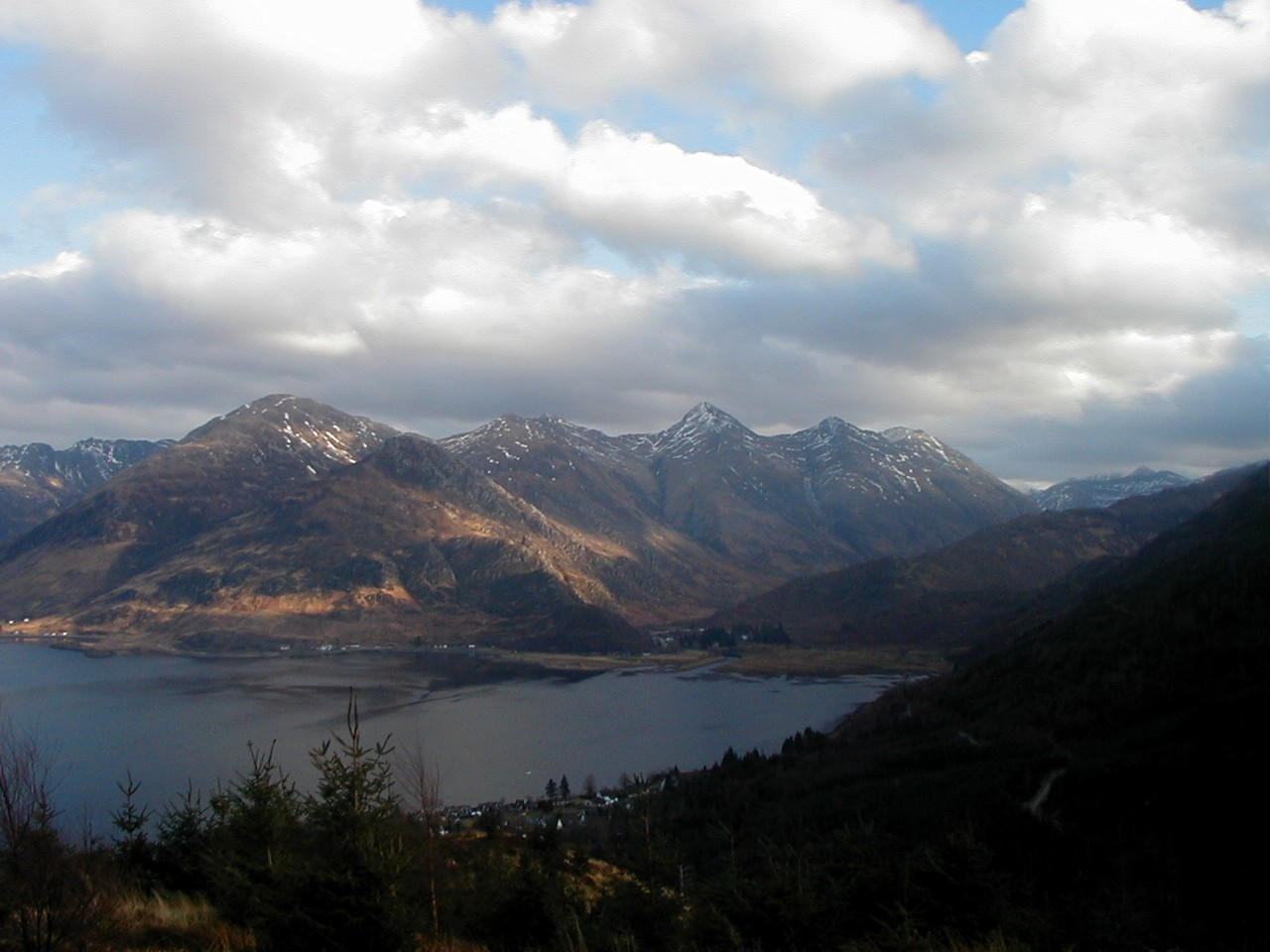
五姉妹山、2003年撮影

戦闘は午後9時まで続いた。いくつかの文献によると、ギョリュウモドキが炎上して煙がたちこめた上に日没で明かりが少なかったため、スコットランド軍は夜に紛れて逃走に成功した。スペイン軍は翌朝に降伏、正規軍としてスペイン本国に送還された。ジョージ・マレー、シーフォース卿、タリバーディン伯は負傷したが逃走に成功した。歴史家のピーター・シンプソン（Peter Simpson）はワイトマンの勝因を臼砲を上手く使ったこと、擲弾兵の圧倒的な火力、歩兵の勇猛さ（特にマンロー独立中隊（Munro Independent Company））とした。グレン・シールの戦いとその背景の簡潔な説明はスコットランドの作家トバイアス・スモレットの『完全なイングランド史』で見られる。
スコットランド軍総指揮官だった初代カーペンター男爵はロンドン当局に反乱軍追撃を進言したが、それは非現実的であり、また今回の蜂起はジャコバイトの名声を傷つけたためそのまま逃がすほうが良かったのであった。タリバーディンもこの見方に同意しており、1719年6月16日にマー伯宛ての手紙で戦闘の始末を記した上で「国王の利益を潰し、忠臣を減らす」だけだった述べた。

## その後
1719年10月、初代コバム子爵リチャード・テンプル率いる遠征軍はスペインのビーゴに軍勢6千を上陸させ、10日間占領して多くの倉庫や装備を破壊したのち、抵抗に遭わないまま出港した。近くのサンティアゴ・デ・コンポステーラは略奪されない代償として4万ポンドを支払ったほどだった。1719年の蜂起における最も大規模な軍事行動ともいわれるこのビーゴ占領はイギリスがいつでも、スペインの海岸線のどこにでも大軍を上陸させることができると示すために行われた。アルベローニは罷免され、スペインは1720年にハーグ条約でイタリアの領地を放棄した。スペインがイタリアの領地を奪回したのはポーランド継承戦争中の1734年を待たなければならなかった。

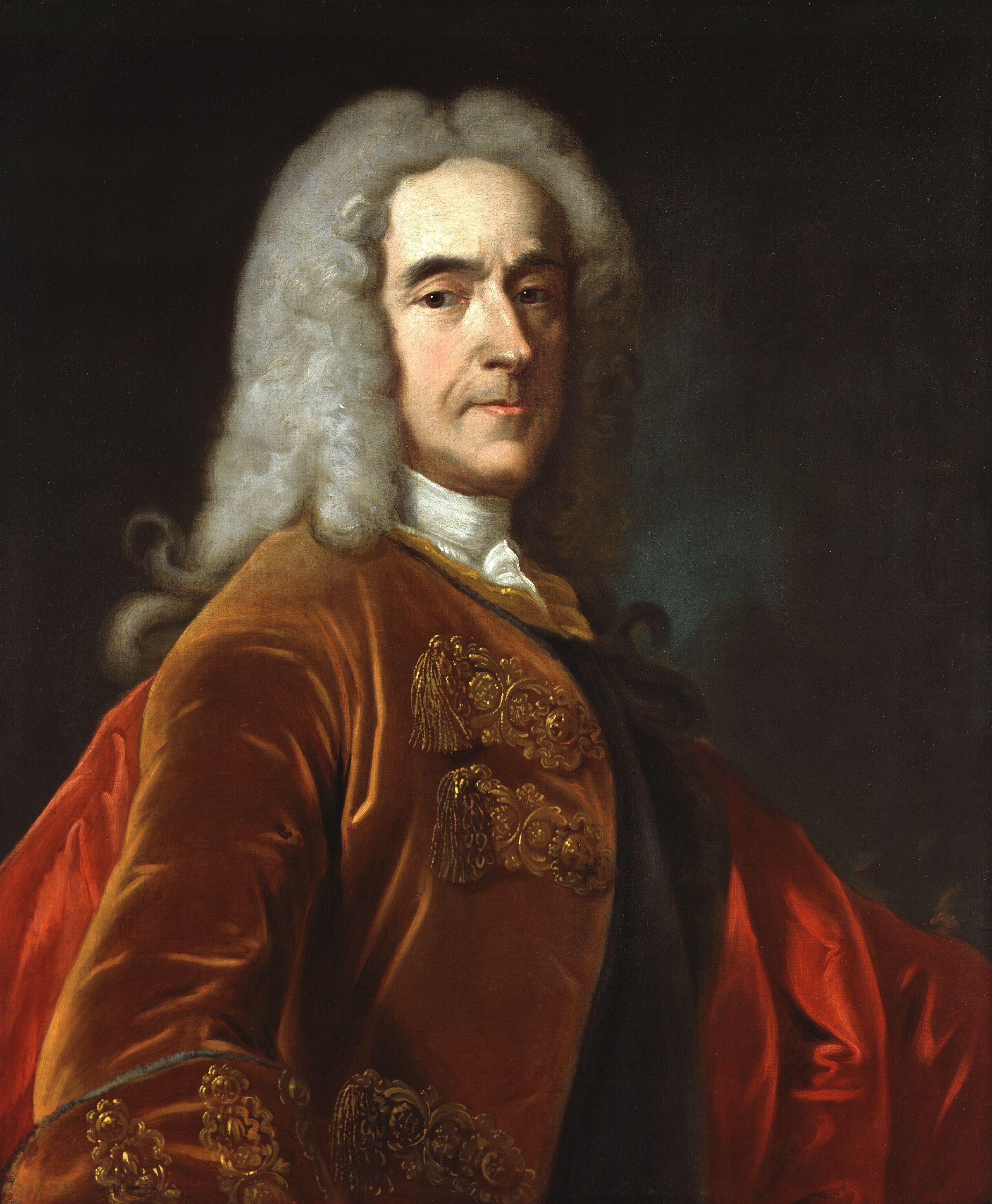
初代コバム子爵リチャード・テンプル。彼によるビーゴ占領はスペインのステュアート家復位支持を終結させた。

カーペンターの反乱軍帰還を許すとの進言は正しいと証明された。シーフォースの借地人は逃亡中でも欠かさず家賃を払い続け、財産没収委員会（Commission of Forfeited Estates）は家賃を得られなかった。1721年、政府は家賃支払いを強いようとしたがマッケンジー氏族にグレン・アフリックの戦いとコイル・バーンの戦いで2度も撃退された。これはハイランドが氏族長か相続人の協力なしで統治できないことを示しており、シーフォース卿が1726年に帰ってきたことで政府はようやくマッケンジー領地の支配を回復できた。
ジャコバイトから没収した財産の売却は裁判などで遅延が生じたか、（架空であることも多い）債務で価値が減らされたため、ジャコバイトをそのまま許したほうが簡単であることも多かった。恩赦は後にボリングブルック子爵など亡命して久しい者にも与えられたが、ジョージ・キースとジェームズ・キースがプロイセン王国所属の軍人になったように外国で職を得た者もいた。このことが1745年以降の氏族制解体と、1715年と1719年の反乱に加担したジョージ・マレーが許されたことへの苦々しい感情の背景になった。
しかし、ハノーヴァー朝への忠誠の誓いを拒否した聖職者は新しい法律で差別された。1690年、聖職者の半分以上がそのような聖職者であり、理論上は職を失っていたはずだったが、現地のジェントリの保護で職を保った。一例としては1673年にデイヴィオット（Daviot）とダンリッチティー（Dunlichty）の牧師に任命されたマイケル・フレイザー（Michael Fraser）がいる。彼は1694年に職を解かれ、1715年と1719年の蜂起にも参加したが、1726年に死去するまで在職した。
聖職者の復帰を試みた1711年の便宜的国教徒禁止法案などはスコットランド教会総会に抵抗された。そして、1719年以降は寛容が迫害に変わり、多くが従うことを選択した。それでも拒否した聖職者はジャコバイト支持とみなされ、職を失わないようにするために現地の有力者を味方につけた。1745年の反乱に参加した多くのローランダーとハイランダーはスコットランド社会のこの階層を出自とした。